# 渡辺和博
渡辺 和博（わたなべ かずひろ、1950年〈昭和25年〉2月26日 - 2007年〈平成19年〉2月6日）は、日本の編集者、漫画家、イラストレーター、エッセイスト。

## 人物

### 生い立ち
1950年（昭和25年）、裕福な薬局の子供として、広島県広島市に生まれる。崇徳高等学校卒業。
運動神経は鈍かったものの、子供のころからメカ好き、オートバイ好きであった。高校時代に二輪免許を取得し、自動車雑誌の購読も始めた。後の自身の漫画作品にも、オートバイに関する内容や、それにまつわる青春群像ものが多く、いわゆる「エンスー」となっていった。
1968年（昭和43年）に上京後、東京綜合写真専門学校に入学してカメラマンを目指していたが中退した。同校の同級生には、後に映画監督となる崔洋一がいた。1972年、現代思潮社美学校（東京・四谷）に入りなおし、赤瀬川原平に師事した。渡辺の渾名となる「ナベゾ」は、赤瀬川による講義の題材だった、宮武外骨による『滑稽新聞』のヘタウマな絵師「なべぞ」に由来している。

### 漫画家
1975年、美学校の先輩である南伸坊の誘いで青林堂に入社。伝説的漫画誌『月刊漫画ガロ』の編集者となり、南とともに「面白主義」を打ち出し、『ガロ』の傾向を変える。1980年（1979年説も）に南が退社したため、その後の1年半は同誌編集長を務めた。
また、南の薦めにより漫画執筆もした。『ガロ』1975年8月号掲載の「私の初体験」が漫画家としてのデビュー作となった。その後はエロ本や、自販機本『Jam』『HEAVEN』などでも漫画を執筆。『ガロ』1980年9月号には「毒電波」という電波攻撃の被害に苦しむ人を描いた漫画を発表し、創作における「電波系」の先駆けとなった。
青林堂を退社してフリーとなり、独得の「ヘタウマ」漫画と面白エッセイで、多くの雑誌にコラムの連載を持った。自らがオートバイ愛好家であることを活かし、1983年にCBSソニー出版が日本語版を創刊することになったアメリカの老舗オートバイ雑誌「CYCLE WORLD」の中でも連載コラムとその挿絵を担当した。

### ○金・○ビ
1984年の『金魂巻（キンコンカン）』は、1980年代の代表的職業（コピーライター、イラストレーター、ミュージシャンなど“横文字職業”）にある人々のライフスタイルを鋭く観察したもの。行動がすべてプラス方向に向かい高収入を得られる金持ち「○金」（まるきん）、行動がすべて裏目に出ていつまでも底辺にいる＝貧乏な「○ビ」（まるび）を対比させ、その典型像を図解し、「一億総中流」と言われた当時、同じ職業の中に存在する階層差・所得格差を戯画化した。同書はベストセラーとなり、「○金・○ビ」は同年の第1回流行語大賞を受賞した。
「○金・○ビ」の初出は1983刊の小冊子「コピーライターズスペシャル」で、渡辺がイラストを担当しており『金魂巻』につながった。同書は1985年ににっかつで映画化されたが、書名のままだとインパクトが薄いと判断されたのか『○金・○ビの金魂巻』（表記は金、ビを丸で囲った形）という、むりやり流行語をくっつけた珍妙な題名がつけられた。内容的には原作とほとんど関係のない、脚本西岡琢也によるオリジナルストーリーである。
この年から1年間、『笑っていいとも!』（フジテレビ）にもレギュラー出演した。また、自動車雑誌「NAVI」には、1984年の創刊から連載コラムを持っていた。開始時のタイトルは「やっぱり自動車は面白い」で、その後、市井の車好きに話を聞く連載「みんな自動車が好き」になった。
1986年、その連載3回目で、自動車趣味の人を表現する言葉「エンスー」（エンスージアストの略。小林彰太郎をモデルにした）を発明。1989年からはコラムが「エンスーへの道」となり、連載は1997年3月号まで続いた。1994年には書籍『エンスー養成講座』が刊行。これらの渡辺の活動により、「エンスー」という言葉は世間に広まった。渡辺は一貫して「エンスーに貴賎なし」という態度だった。

### 私生活
1980年、世間の話題をさらっていた三浦友和と山口百恵の結婚式の同日に、南伸坊夫妻との「合同結婚式」を日比谷公園内のレストラン松本楼であげた。
2003年に、肝臓がんの診断を受ける。自身の入院しての闘病記録を「病院観察記録」として面白おかしく『キン・コン・ガン!―ガンの告知を受けてぼくは初期化された』として刊行した。2005年、妻から生体肝移植をうけるが、2006年にがんが再発。2007年2月6日、肝臓がんのため死去。56歳没。

## エピソード
- 『お父さんのネジ』の巻末座談会でのみうらじゅんの発言によると、後輩から見ると「怖くて変な人」だったという。みうらは初対面で「あなた皮かぶっているでしょ」と指摘され、しばらくして渡辺が著書『ホーケー文明のあけぼの』を刊行すると、表紙に長髪の男のイラストがあり、横に「みうら」と書かれていた。
- 1950年生まれながら、感性は晩年まで若く「おたく世代」の前触れのような人だった。
- 「ユルい若者」などという際の「ユルい」も、嵐山によると、渡辺の造語だという。
- 母親は原爆体験者だった。広島で、対立する複数の団体によって別々に行われていた「原水爆禁止運動」については、のちに、「よそ者がやってきて、勝手にワーワーやっている」と、不快感を語っている。
- 経済的余裕ができて四輪車に乗るようになっても、晩年までこだわりの改良を施したオートバイが好きだった。また、毎年開催されるヴィンテージ・マシンのイベント「タイムトンネル」にも必ず参加していた。

## 著書（書籍）
- たらこ筋肉毒電波（1982）- 文庫化され「たらこ筋肉」に改題。
- 魅せられてフリークス 時を撃つ「肉体の貴族」（佐藤重臣編 秀英書房 1982） 
  - 執筆、平岡正明、上杉清文、内藤誠、布川徹郎、巻上公一、藤田正、石飛仁、西垣内堅佑、朝倉喬司、四方田犬彦、武邑光裕、城川桂子、渡辺和博、堤雅久、山口昌男
- 金魂巻 現代人気職業三十一の金持ビンボ－人の表層と力と構造（「渡辺和博とタラコプロダクション作品」1984、神足裕司が参加していた）
- 虚ろな愛′85 1985
- ホーケー文明のあけぼの（1985）
- 金魂巻の謎 戦後40年（金）（ビ）の誕生とポストモダン（渡辺・タラコプロ、1985）
- クルクルワールド 渡辺和博のライダー生態研究  1986
- ショージ君の「ナンデカ？」の発想（東海林さだおとの共著 1987）
- 診男法（渡辺・タラコプロ、1987）
- 物々巻'80年代日本国民消費行動の喜びと悲しみ（渡辺・タラコプロ、1987）
- 夫婦鑑 DINKSの波に洗われる日本の若き夫婦たち―その生（渡辺・タラコプロ、1988）
- 渡辺和博のフツー人の逆襲 新中産階級の正しい生き方講座 1989
- 宇宙の御言 うむ、これで解った世界の仕組み（赤瀬川原平との共著 1989）
- こんな女に誰がした ファッション史小説（升谷富士子との共著 1990）
- おたく玉（渡辺・タラコプロ 1990）
- 萬法 エッチのコツ（渡辺＋ベリーグッドプロ 1990）
- ○和式マーケティング理論 1991
- 少女の明日 1993
- エンスー養成講座 1994
- 世紀末ジャングル 常識は死んだか？ 1996
- エンスー病は治らない 1997
- 「困った人」につけるクスリ 読めばよく効く人生相談 1998
- ワタナベ式「家庭の医学書」副読本 2000
- ザ・90年代あぁ、そうだったのか。2000
- ナウの蟻地獄 トレンドはどこへ消えた？（泉麻人と共著、2001）
- 平成ニッポンのお金持ちとビンボー人 同じ職業でも月とスッポン！現代人気職業の栄光と悲哀（安西繁美と共著、2001）
- キン・コン・ガン！ ガンの告知を受けてぼくは初期化された 2004
- ちょいモテvs.ちょいキモ（フェルディナント・ヤマグチと共著 2006）

## 著書（漫画）
- タラコクリーム 1980
- 熊猫人民公社 1980
- タラコステーキ 1982
- お父さんのネジ 2007 -没後に編まれた漫画傑作選（青林工藝舎）

## DVD
- 泉麻人の昭和ニュース劇場 VOL.5［昭和50年〜64年］（泉麻人と共同演出）

## テレビ出演
- 笑っていいとも（フジテレビ・1984年10月 - 1985年9月） - 水曜日に出演
- ガレージ番長エンスー系（フジテレビ721・2004年）

## CM
- 東京ガス（1983年）[4]

## 展覧会など
- 渡辺和博個展「ナベゾの天才」
嵐山光三郎の「週刊朝日」連載イラストほか。2007年12月7日 - 12月12日、HB GALLERY。
- 渡辺和博展 「ホーケー文明のあけぼの」
未公開水彩画などのプライベート作品や、趣味のオートバイ模型、［マルキンマルビ］で一世を風靡して以降のイラストレーション原画など。多岐にわたる「仕事」の数々を展示放出。
キャッチは「キミは心にホーケーがあるか！」。2007年12月7日〜12月25日、リトルモア地下。
- 毎週末開催「南伸坊とホーケー文明な放談会」
2007年12月16日 わぁー、ホーケーだあ 〜そーゆー時代のはなし〜 泉麻人（コラムニスト） × みうらじゅん（漫画家・イラストレーター） × 手塚能理子（青林工藝舎代表）
2007年12月23日 ホーケーの天才術 〜健全なホーケーの育て方〜 内田春菊（漫画家） × 近田春夫（ミュージシャン） × 都築響一（編集者）
2007年12月24日 ホーケーの先達たち 〜ナベゾ誕生前夜〜 上杉清文（僧侶） × 末井昭（編集者） × 河井克夫（漫画家）

## 家族
長女はBAL名義で活動しているイラストレーターである。

## 関連人物
- 赤瀬川原平
- 南伸坊
- 長井勝一 - 青林堂創設者。青林堂では長井の満州時代の昔話が名物となっており、そのエピソードをもとに「モーゼルの勝ちゃん」という漫画を描いている。
- 嵐山光三郎 - 荒山の連載エッセイ『素人包丁記』『コンセント抜いたか！』で長年、挿絵を描いた。
- 篠原勝之
- 櫻木徹郎 - サン出版編集者。元『さぶ』編集長。南とともに『さぶ』にイラストを描いて以来、交流があった。櫻木は、編集社をやりながら荒戸源次郎の「天象儀館」という劇団に所属しており、そこに渡辺も出入りするようになり、荒戸や上杉清文を知る。
- 荒戸源次郎
- 上杉清文
- 末井昭
- 荒木経惟
- 糸井重里  -1976年から『ガロ』に、糸井が湯村輝彦と合作した「ペンギンごはん」シリーズが掲載されるようになり、交友がはじまった。
- 泉麻人 - 泉の連載エッセイ『ナウのしくみ』の挿絵を担当。
- みうらじゅん - 渡辺はみうらのデビュー時の『ガロ』編集長で、みうらの作品を何度もボツにした。みうらの初期作品には、渡辺の漫画の影響が強い。なお、青林堂から刊行された、みうらの漫画ベスト選集「はんすう」には、渡辺が解説を書いているが、「みうら先生のオフィスに玉稿をいただきにいったら、卓越した漫画に対する意見をいただいた」という、事実に全く反するイヤミな内容である。
- 根本敬 - 根本が広めた「電波系」という言葉についても、渡辺が1980年に「毒電波」（「ガロ」掲載）という、「電波攻撃に苦しむ人」が登場する漫画作品を描いている。根本はこの漫画を先に読み、後に実際に「電波」に攻撃を受けている人々に出会って驚き、自分の著書でその存在を広めた。
- 神足裕司 - 神足をモデルに「せんずり大魔王」という漫画を描かれたことがあるという。せんずり大魔王は、仙人の下で修行をした後に、「これでせんずりかけるか」と仙道敦子の写真を渡される漫画だった。
- 下野康史 - 雑誌『NAVI』1984年の創刊時からのスタッフで、渡辺のコラムの担当者。1983年東京モーターショー会場の晴海展示場で偶然に渡辺を発見し、その場で連載を依頼。渡辺が「エンスー」という言葉を発明するのにも、編集者として立ち会った。
- 田中康夫　- 『NAVI』での連載仲間。
- ドン小西 - 『NAVI』での連載仲間。渡辺は小西を『金魂巻』の「○金のファッションデザイナー」のモデルにした。
- テリー伊藤 - 『NAVI』での連載仲間。『金魂巻』で渡辺の存在を知り、一緒にテレビ番組を作ったが、あまり成功しなかったという。だが、親交は続いた。
- 近田春夫 - 『NAVI』での連載仲間。渡辺は『金魂巻』の「ミュージシャン」の取材のために、近田に話を聞きにきたが、「本当のことを話すと、むちゃくちゃを書かれる」と知っていた近田は、はっきり返事をせず言葉を濁した。そのため、『金魂巻』の中で「ミュージシャン」だけは、抽象的な表現となっているという。また、近田の連載書評『ぼくの読書感想文』の挿絵を担当。
- 田沼哲 - 『NAVI』内の連載「エンスー新聞」を担当し、渡辺イズムを継承している。
- 小林ゆき - オートバイ雑誌「クラブマン」での担当編集者、モーターサイクルジャーナリスト。